# Брест (Штип)
Брест (мкд. Брест) је насеље у Северној Македонији, у средишњем делу државе. Брест је село у саставу општине Штип.

## Географија
Брест је смештен у средишњем делу Северне Македоније. Од најближег града, Штипа, насеље је удаљено 22 km јужно.
Насеље Брест се налази у историјској области Лакавица. Насеље је положено у долини реке Криве Лакавице, леве притоке Брегалнице. Северно од насеља издиже се планина Смрдеш. Надморска висина насеља је приближно 570 метара.
Месна клима је умерено континентална.

## Становништво
Брест је према последњем попису из 2002. године имао 23 становника.
Већинско становништво су етнички Македонци (100%).
Претежна вероисповест месног становништва је православље.